# Voynich-kézirat
A Voynich-kézirat (ejtsd: vojnics) ismeretlen írásjelekkel, ismeretlen nyelven írt könyv, melynek eredetét mind a mai napig nem sikerült megfejteni. Nevét egykori tulajdonosáról, Wilfrid Michael Voynich amerikai könyvkereskedőről kapta, akihez 1912-ben került. Becslések szerint 1450 és 1520 között íródhatott. Egy 2009-es radiokarbon kormeghatározás szerint az anyaga a 15. század elején készült, 1420 körül, így csak ez után írhatták.
Jelenleg a Yale Egyetemen, a Beinecke Könyvtárban található. 2005-ben jelent meg az első fakszimile (eredetihez hű, változatlan) utánnyomása.
A mű 234 darab 15 cm széles és 23 cm magas velumlapból áll, amelyből negyvenkét lap hiányzik az oldalszámozás szerint. Valószínűsíthető, hogy már 1912-ben, Voynichhoz kerülésekor sem volt teljes. A szöveg megírásához és az ábrák körvonalazásához valószínűleg lúdtollat használtak. A rajzok korabeli ásványi és növényi anyagokkal színezettek és gyakran elnagyoltak. Egyesek úgy vélik, hogy a képek a szöveg megírása után kerültek a műbe, míg mások szerint előbb, mivel számos helyen a szöveg körülfolyja, illetve címkézi a képeket.
A rajzok alapján ez a mű a korabeli tudományok és filozófiák szubjektív összefüggései leképeződésének, illetve más sajátságos tudománytalan elméletek megörökítésének is tűnhet.
Dokumentált története alatt sokszor foglalkoztak vele amatőr és hivatásos kódfejtők, többek között a brit és az amerikai haditengerészettől, de senkinek nem sikerült még csak részben sem megfejtenie. Mindezek a kudarcok a történelmi titkosírástan híres rejtélyévé tették a kéziratot, egyúttal támogatták azt az elméletet is, mely szerint a szöveg csalás és semmi értelme sincs.

## Leírása

### Ábrák

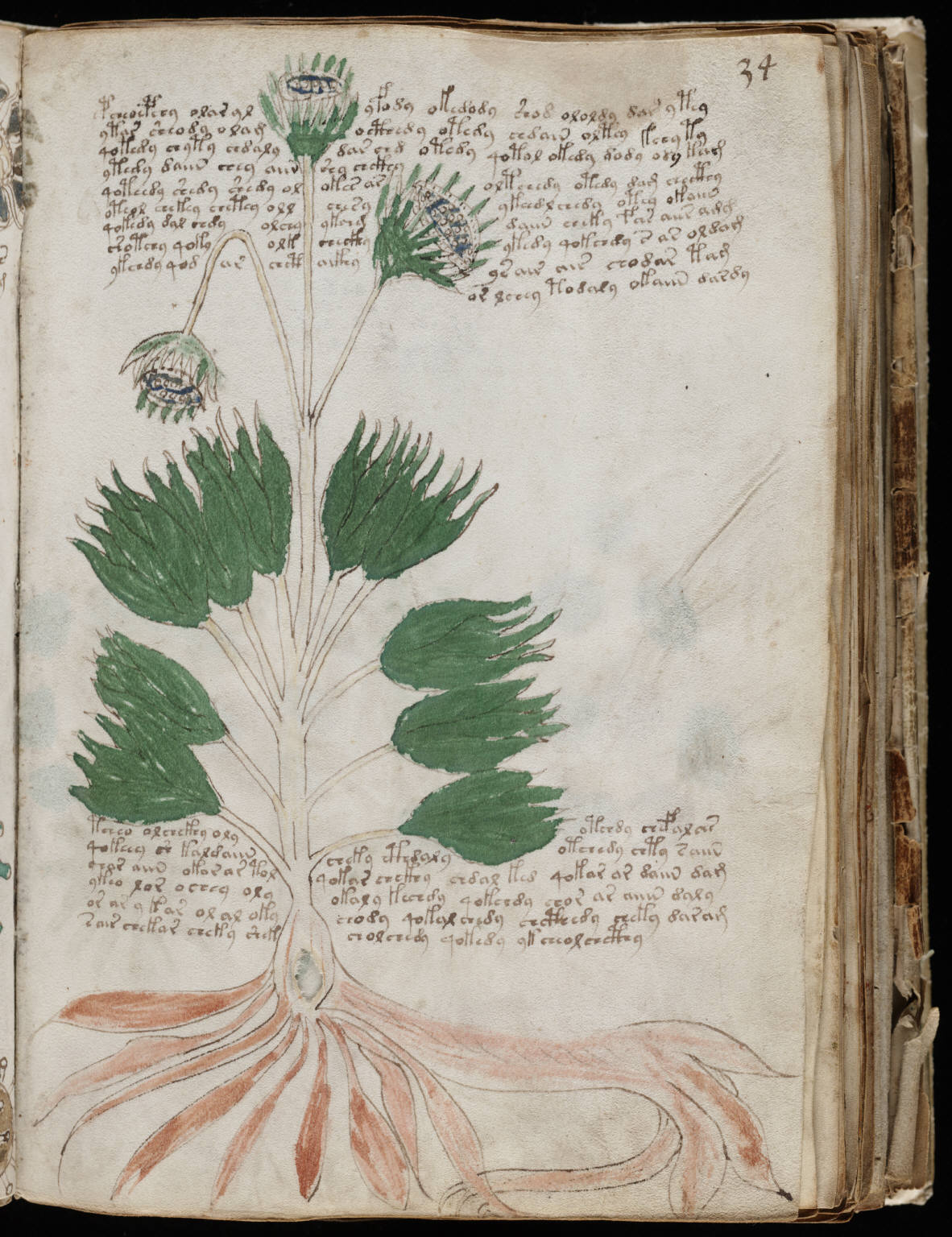
f34r fólió: A herbáriumnak szentelt rész egy növény képével

A kézirat ábrái kevés támpontot nyújtanak a mű pontos tartalmának meghatározásához, de segítségükkel hat különálló fejezetre bonthatjuk. Az utolsó fejezet kivételével, melynek tartalma kizárólag szöveges, majd' minden oldal tartalmaz legalább egy ábrát, amelyek stílusa igen változatos. A fejezetek, korabeli nevekkel:
- Herbárium: minden egyes oldal egy, néha két növényt tartalmaz, valamint néhány bekezdésnyi szöveget. Az abban a korszakban az európai herbáriumokra jellemző stílusban készült. Egyes ábrák a gyógyszerészeti részben (lásd lejjebb) található illusztrációk nagyításai és pontosabb ábrázolásai.
- Asztronómia: a kör alakú ábrák, néhányuk égitestek ábráival (napok, holdak és csillagok), sejtetik, hogy a tartalma asztrológiával és asztronómiával kapcsolatos. Sorban egymás után a 12 csillagjeggyel foglalkozó lapokat találunk a fejezetben (Halak, Bika, egy számszeríjas katona mint Nyilas stb.). Minden szimbólum 30 nőalakkal van keretezve, melyek többsége meztelen, és mind egy felcímkézett csillagot tart. A fejezet két utolsó lapja, a Vízöntő és a Bak (nagyjából január és február) elveszett. A Kos és a Bika négy páros ábrába került 15–15 csillaggal. Néhány ábra kihajtható lapokon van.
- Biológia: sűrű, folytonos szöveg ábrákkal tarkítva. Az ábrák legtöbbször meztelen nőalakokat ábrázolnak – néhányuk koronát visel –, akik kádakban vagy medencékben fürdenek, ezek bonyolult csőhálózattal vannak összekötve. Néhány csőhálózat alakja tisztán kivehetően emberi szerveket ábrázol.
- Kozmológia: több kör alakú ábra egy ismeretlen természetről. Itt vannak kihajtható oldalak is, az egyikük hatoldalas, és valamiféle térképet vagy ábrát tartalmaz: kilenc sziget utakkal összekötve, kastélyokkal és feltehetőleg egy vulkánnal.
- Gyógyszerészet: több különálló növényi rész (gyökerek, levelek stb.) felcímkézett rajza. A margók mentén gyógyszerészeti edényekre hasonlító tárgyak rajzai állnak. Néhány szöveges bekezdést is tartalmaz.
- Receptek: több rövid bekezdés, virág- vagy csillagszerű jellel jelölve.

### A szöveg

f75r fólió: A kézirat biológiai részében gyakoriak a meztelen fürdőző nőket ábrázoló képek

A szöveg jól láthatóan balról jobbra íródott, meglehetősen töredezett jobb margóval. A hosszabb részek bekezdésekre vannak tördelve, néha „pontokkal” jelölve a bal margón. Nincs egyértelmű központozás. A vonalvezetés (a sebesség, pontosság, megdöntöttség) finom, úgy tűnik, a szerző értette is, amit írt; a kézirat nem kelt olyan benyomást, hogy minden egyes karaktert ki kellett következtetnie írójának, mielőtt papírra vetette volna.
A szöveg több mint 170 000 különálló írásjelből áll, általában keskeny közökkel elválasztva. Nagy részük egy vagy két egyszerű tollvonással íródott. Bár még mindig vita tárgyát képezi, mely írásjelek különbözőek és melyek nem, egy 20–30 írásjelből álló ábécé alapján felírható szinte az egész szöveg; a kivétel néhány tucat különleges karakter, amelyek egyszer vagy kétszer fordulnak csak elő.
A szélesebb közök kb. 35 000 változó hosszúságú szóra osztják a szöveget. Úgy néz ki, ezek hangtani vagy helyesírási törvényeket követnek; például egyes karaktereknek szerepelniük kell minden szóban (mint például a magánhangzóknak a magyarban), néhány karakter sosem követ másokat, némelyek duplázódhatnak, mások nem.
Statisztikai elemzések során kiderült, hogy a szöveg szerkezete hasonlít a természetes nyelvekéhez. Például a szógyakoriság Zipf törvényét követi, valamint a szavak entrópiája (kb. 10 bit/szó) hasonlít az angol vagy latin szövegekre. Néhány szó csak egyes részekben vagy csak néhány oldalon fordul elő, mások az egész kéziratban megtalálhatóak. Az illusztrációk címkékkel vannak ellátva. A gyógynövényekkel foglalkozó részben minden oldal első szava csak az adott oldalon fordul elő, így feltehetőleg az a növény neve.
Másfelől a Voynich-kézirat nyelve egyáltalán nem hasonlít az európai nyelvekre néhány aspektusban. Például nem tartalmaz tízbetűsnél hosszabb szót, valamint kevés az egy- vagy kétbetűs szó benne. A betűk előfordulása a szavakon belül is különös: néhány karakter csak a szavak elején szerepel, mások csak a végén, megint mások mindig csak középen – ez az elrendezés az arab nyelvben fordul elő, de a római, görög vagy cirill írásoktól idegen (itt meg kell jegyezni, hogy a görög szigmának más az írásmódja, ha szavak végén áll; illetve a szavak elején álló nagybetűk is sokban különbözhetnek a kisbetűs formájuktól).
A tipikus európai nyelveknél több ismétlést tartalmaz a szöveg; vannak részek, ahol ugyanaz a közönséges szó háromszor fordul elő egymás után. A csak egy betűben különböző szavak is feltűnően nagy gyakorisággal ismétlődnek.
Csak néhány latin betűkkel íródott szót tartalmaz a kézirat. Az utolsó oldalon négy, eléggé eltorzult latin betűkkel írt sor áll, valamint két szó a szövegben. A betűk a 15. századi európai ábécéket idézik, de a szavak egy nyelvvel sem állnak kapcsolatban. Ezenkívül „csillagászati” ábrák sorozata tartalmazza a hónapok nevét (márciustól decemberig) latin írással, kiejtési segítséggel középkori francia vagy valamelyik ibériai nyelvre. Nem tudjuk, hogy ezek a latinul írt részek az eredeti szöveghez tartoztak-e, vagy később írták-e hozzá.

### Az oldalak számozása
A kéziraton folyamatos számozás található, az egyes fóliók jobb („páratlan”) oldalán, a jobb felső sarokban, amely a kihajtható íveknél azok összehajtott állapota szerint folytatódik. Ez a számozás nyilvánvalóan azután készült, hogy a kéziratot a jelenlegi formájába kötötték. Mivel azonban a kötés is többször változott, a számok nem feltétlenül a pergamen elő- vagy hátoldalán vannak. A számozás eredete is vizsgálatok tárgyát képezi. A kihajtható íveket külön számozási rend szerint szokták számozni, amely különbséget tesz az ívek elő- és hátoldala (rektó és verzó) között. A számozási rendben kivételt jelent két olyan nagy méretű, kihajtható ív, amelyeken nemcsak függőlegesen, de vízszintesen is van hajtás.
Amikor 1931-ben a Petersen-fotómásolat készült, az egyes oldalak negatívjára fehér tintával valaki (nem Petersen) bekarikázott oldalszámokat írt. Ezt a számozást a számítógépes feldolgozás során szokás használni.
Az egyes ívek (krúdák) is számozva vannak (hasonlóan a mai nyomdai gyakorlathoz). A krúdák száma többnyire a krúda utolsó verzó oldalán található, de ez az elhelyezés nem következetes. Feltehetőleg a kihajtogatható ívek miatt vannak az eltérések, ám a 20. krúda számozási módjára – amely az első előoldalon viseli a számát – nincs meggyőző magyarázat. Talán az e lényeges eltérés oka, hogy a 20. krúda az utolsó a könyvben.
Az íveket régies számokkal számozták, de a számozás sorrendje és hiányosságai alapján nem deríthető ki, hogy mikor. Annyi azonban megállapítható, hogy a kézirat keletkezése után és a lapszámozás keletkezése előtt tették. A lapszámok és a krúdaszámok eltéréseiből megállapítható, hogy a lapok megszámozásakor egyes, ma hiányzó krúdák még megvoltak.
A kihajtható lapok esetében nem mindig egyértelmű, hogy külön oldalról lehet-e beszélni, mivel a rajtuk lévő szöveg rendszerint nem keresztezi a hajtási vonalat, de bizonyos lapokon átmegy rajta.

## Története

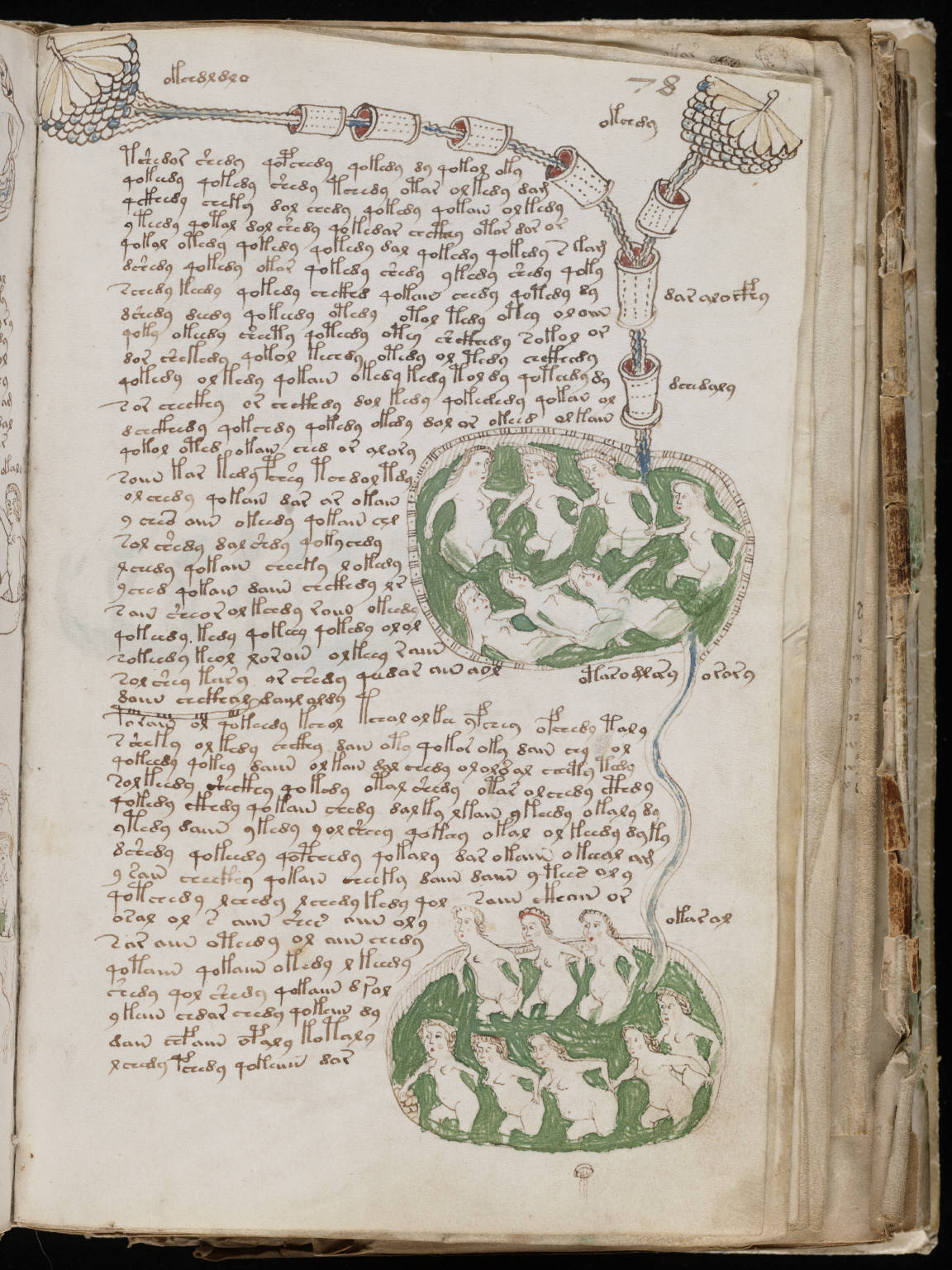
f78r fólió: Kép a biológiai részből

Történetének nem minden része ismert. A legkevesebbet a korai időszakáról tudunk.
Mivel a kézirat ábécéje semelyik másik ismert nyelvéhez nem hasonlít és a szöveg még mindig megfejtetlen, így keletkezési korát csak a képek alapján lehet találgatni. Elsősorban a rajzokon szereplő személyek ruházata és hajviselete alapján vonhatunk le következtetéseket, másodsorban két kastély alapján. Vonásaik, európai stílusuk sejteti a hozzáértők számára, hogy a könyv keletkezése 1450 és 1520 közé tehető. Ezeket a számokat támasztják alá más képek tulajdonságai is.
A kézirat első ismert tulajdonosa egy bizonyos Georg Baresch alkimista volt, aki Prágában élt a 17. században. Úgy tűnik, Baresch legalább annyira tanácstalan volt, mint azóta bárki, ezzel a „Szphinxszel" kapcsolatban, amely „haszontalanul foglalta a helyet könyvtárában" annyi éven át. Baresch, mikor megtudta, hogy Athanasius Kircher, egy jezsuita tudós a Collegium Romanumból közreadott egy kopt (etiópiai) szótárt és – hite szerint – megfejtette az egyiptomi hieroglifák néhány jelét, tanácsot kérve elküldte a kézirat egy részletének másolatát két alkalommal is Rómába. Kirchernek címzett 1639-es keltezésű levele – melyet a 2000-es évek elején talált meg René Zandbergen – a legelső utalás a kéziratra.
Nem tudjuk, hogy Kircher válaszolt-e a levélre, de úgy tűnik, hogy szándékában állt a művet megszerezni, azonban Baresch ezt megtagadta tőle. Baresch halála után a kézirat egy barátjához, Jan Marek Marcihoz (Johannes Marcus Marci), a prágai Károly Egyetem akkori igazgatójához került, aki elküldte Kirchernek a könyvet, aki régi barátja és levelezőpartnere volt. Marci kísérőlevele még mindig csatolva van a műhöz. A levélben egyebek mellett azt is leírta, hogy eredetileg Rudolf király vásárolta meg 600 dukátért, mert Roger Bacon munkájának gondolta.
Az elkövetkezett 200 évben (Zandbergen szerint csak 150 évre) a mű nyomát nem lehet fellelni, de minden valószínűség szerint a Collegium Romanumban őrizték, mint ahogy Kircher levelezéseit is. Valószínűleg addig maradt itt, amíg 1870-ben II. Viktor Emánuel, az Olasz királyság uralkodójának seregei elfoglalták a pápai államot. Ekkor az uralkodó elhatározta az egyházi javaknak, köztük a Collegium Romanum könyvtárának kisajátítását. Xavier Ceccaldi és mások kutatása szerint ezen események bekövetkezte előtt számos könyvet átszállítottak az oktatók magángyűjteményébe, melyek kivételt képeztek a kisajátítás alól. Ezek között voltak Kircher levelei is, valamint a Voynich-kézirat, amely Petrus Beckx (a jezsuita rend vezetője és egyidejűleg az egyetem igazgatója) ex librisét hordozza.
Beckx magánkönyvtárát a Róma-közeli Frascatiba költöztették, a jezsuiták által 1866-ban megvásárolt Villa Mondragonéba, a Collegio Ghislieri központjába.
1912 körül a Collegium Romanum néhány javának eladása mellett döntöttek. Wilfrid Michael Voynich ekkor vásárolt meg 30 kéziratot, köztük azt is, mely most a nevét viseli. 1931-ben bekövetkezett halála után özvegye, Ethel Lilian Voynich örökölte a kéziratot, aki 1960-ban egy barátnőjére, Anne Nillre hagyta. Anne Nill 1961-ben a könyvet átadta egy antikváriusnak, Hans P. Krausnak, aki vevő híján 1969-ben felajánlotta a Yale Egyetemnek.

## Feltételezett szerzők
A Voynich-kézirat feltételezett szerzőjeként több név is felmerült az idők folyamán. A leggyakrabban a következők fordulnak elő:

### Roger Bacon

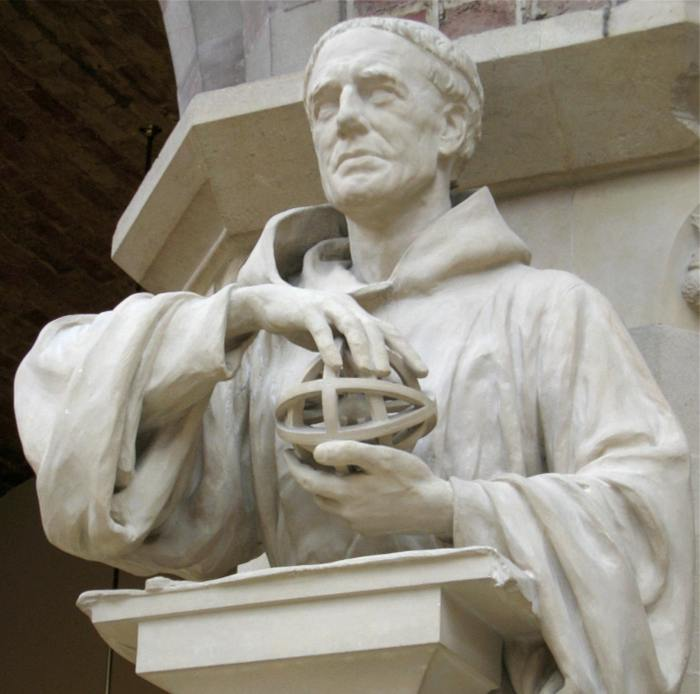
Roger Bacon

Jan Marek Marci 1665-ben Kirchernek küldött levelében áll, hogy régi barátja, Raphael Mnišovský szerint a könyvet Rudolf király (1552–1612) vette meg 600 dukátért. Marci levelében az áll, hogy Rudolf király (vagy talán Mnišovský?) szerint a könyv szerzője Roger Bacon (1214–1294) ferences szerzetes. Azonban a Yale Egyetem kutatói radiokarbonos módszerrel kimutatták, hogy az anyag, amelyre a könyvet írták, a 15. század elején készült, így az előtt semmiképpen sem íródhatott. Mivel kicsi annak a valószínűsége, hogy a könyv anyagát sok éven át felhasználás nélkül tárolták volna, a kézirat is abban az időben készülhetett.
Bár maga Marci azt állította, hogy „nem ítélkezik” ebben az ügyben, Voynich meglehetősen komolyan vette, és mindent megtett, hogy igazolja. Meggyőződése komolyan befolyásolta a legtöbb megfejtési kísérletet az elkövetkező 80 évben, bár azok a kutatók, akik látták a Voynich-kéziratot, és ismerték Bacon munkáit is, hevesen tagadták ezt a lehetőséget. Azt is meg kell jegyeznünk, hogy Mnišovský meghalt 1644-ben, és a vételnek Rudolf király 1612-es halála előtt kellett létrejönnie – legkevesebb 55 évvel Marci levele előtt.

### Leonardo da Vinci
Ugyanígy megdőlni látszik azon tudósok véleménye, akik Leonardo da Vinci egyik, fiatalkori művének tartják, mivel Leonardo 1452-ben született. Ezen felül a kézirat legtöbb rajza egyszerű és elnagyolt vonalvezetésű, egyes rajzai pedig gyermetegnek tűnnek, mint például a terhes nőket ábrázoló „mérleges kör”, amelyek szintén nem jellemzők Leonardóra.

### John Dee

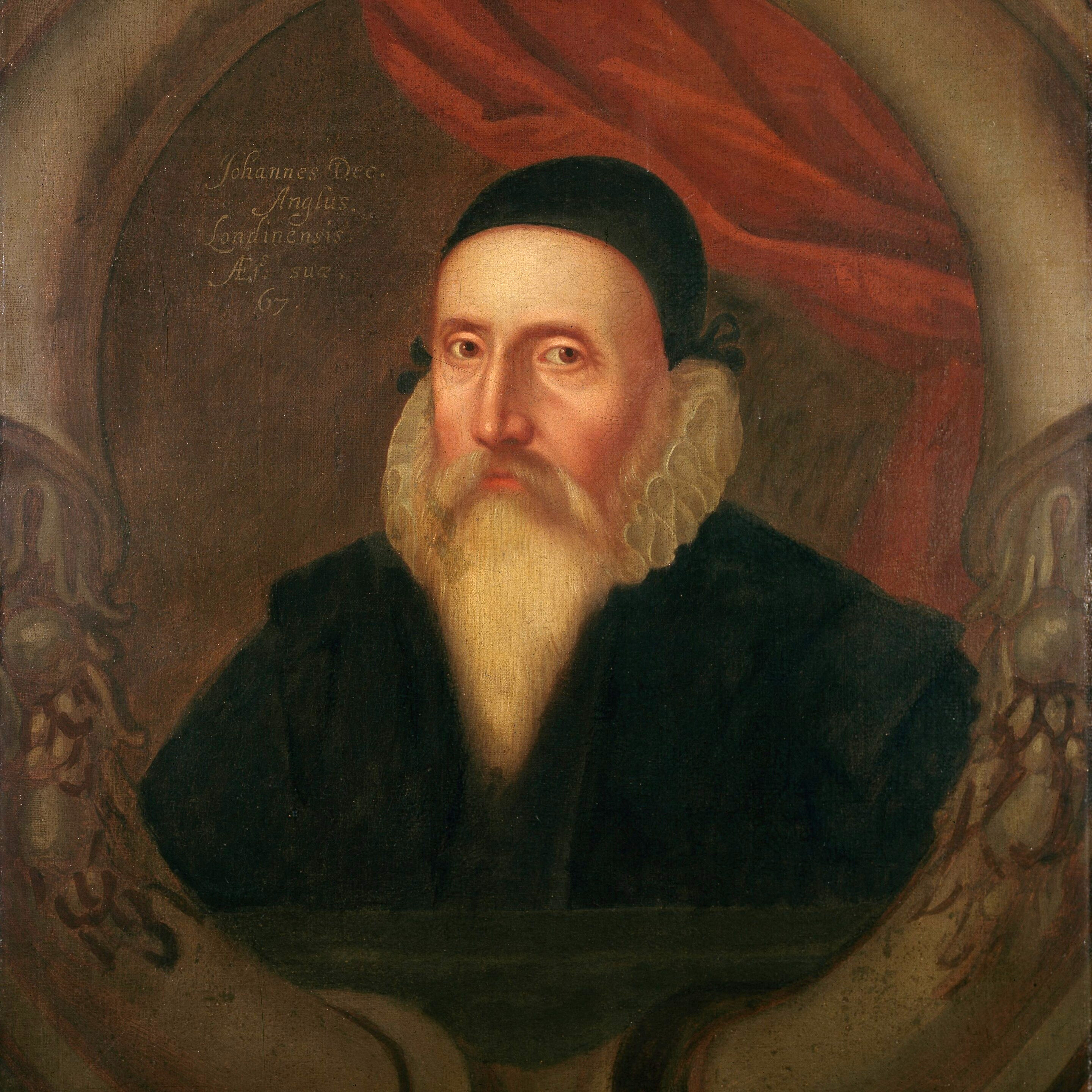
John Dee

Voynich feltevése szerint Bacon volt a szerző, és ez arra a következtetésre vezette, hogy aki Rudolf királynak eladta a kéziratot csak John Dee lehet. John Dee matematikus és asztrológus volt I. Erzsébet angol királynő udvarában, és ismeretes, hogy nagy gyűjteménye volt Bacon kézirataiból. Dee és Edward Kelley, az ő médiuma és jósa Csehországban élt több évig, reménykedve abban, hogy szolgálataikat felajánlhatják a császárnak. Dee pontosan vezetett naplói azonban nem említik meg ezt az adásvételt, így az nagyon valószínűtlennek tűnik. Valamint ha a Voynich-kézirat szerzője nem Bacon, a műnek Dee-vel való kapcsolata is megkérdőjelezhető. Másfelől pedig – egy későbbi eladásban reménykedve – akár maga Dee is elterjeszthette azt a pletykát, hogy a könyv Bacon munkája.

### Edward Kelley

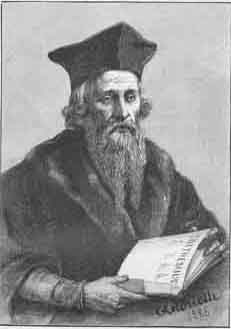
Edward Kelley

Dee társa Prágában Edward Kelley, egy önjelölt alkimista volt. Saját állítása szerint képes volt rezet arannyá változtatni egy titkos por által, amelyet egy püspök sírjából ásott ki Walesben. Mint Dee médiuma azt is vallotta, hogy képes angyalok megidézésére egy kristálygömbön keresztül, és hogy hosszasan beszélgetett is velük – amit Dee kötelességtudóan le is jegyzett. Az angyalok nyelvét énókinak nevezte Énók, a bibliai Matuzsálem apja után. Egy legenda szerint az angyalok elvitték a mennyországba, és később könyvet írt arról, hogy mit látott ott. Többen állítják (lásd lentebb), hogy miként Kelley megalkotta az énóki nyelvet Dee rábeszélésére, megírhatta a Voynich-kéziratot is a császár becsapására, aki ezen kívül már fizetett Kelleynek annak állítólagos alkímiai ismereteiért. Viszont ha nem Roger Bacon a kézirat szerzője, Kelley kapcsolata a művel ugyanúgy megkérdőjelezhető, mint Dee-é.

### Wilfrid Voynich
Voynichot gyakran gyanúsították azzal, hogy a kéziratot saját maga készítette. Antikváriusként feltehetőleg megvoltak a megfelelő ismeretei, és egy „elveszett könyv” Roger Bacontől megérte volna neki a kockázatot. A kézirat korának meghatározása és Baresch Kirchernek írt levele együttvéve azonban kizárják ezt a lehetőséget.

### Jacobus Sinapius

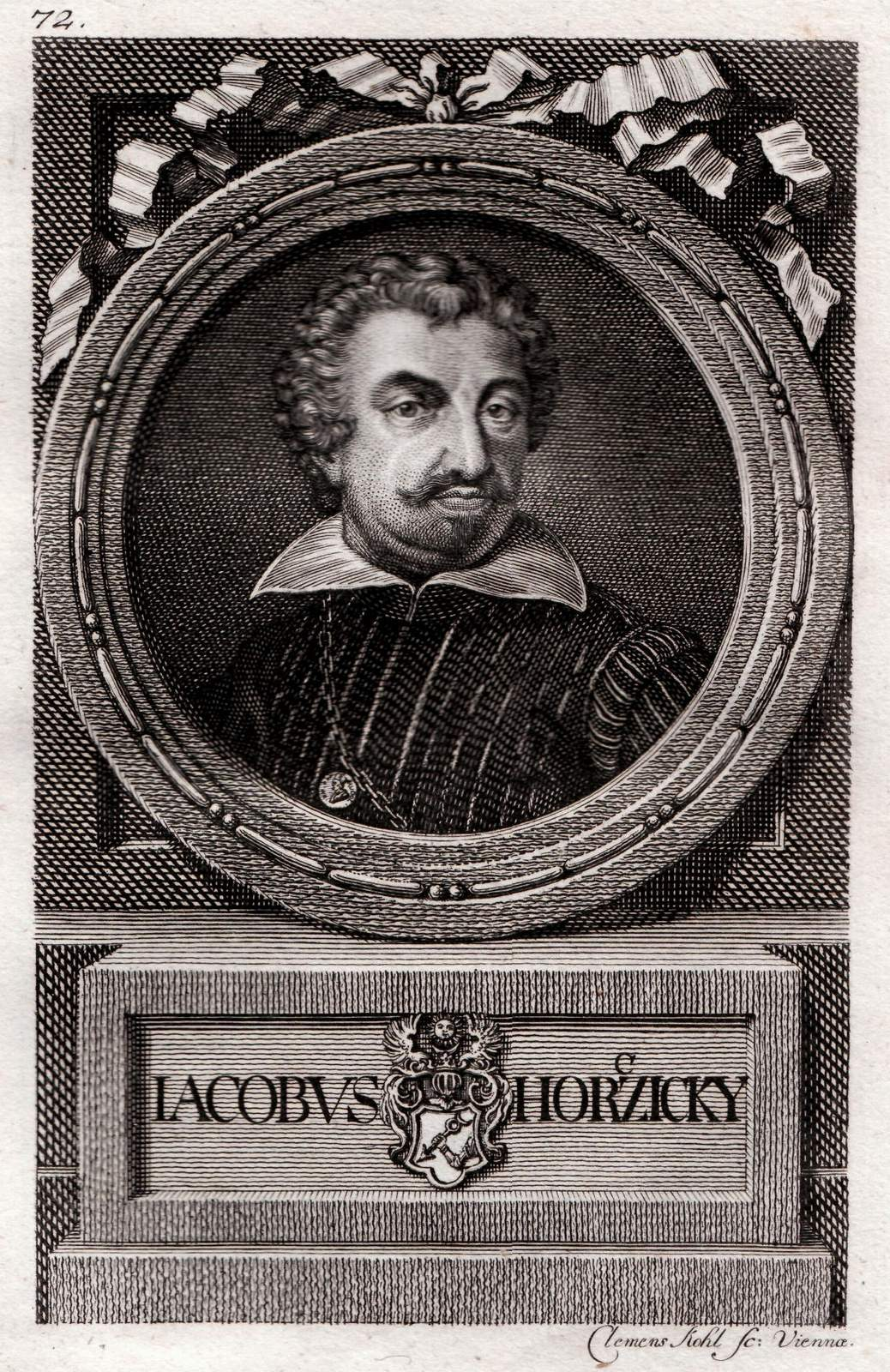
Jakub Horcicky de Tepenec (latin írásmóddal Jacobus Sinapius)

Az első oldalnak egy 1921 előtt Voynich által készített fotómásolatán egy kutatónak feltűnt egy halvány szövegrészlet nyoma, amelyet valaha kitöröltek. Ezután kémiai eljárásokkal a következő, névként értelmezhető szöveget sikerült kiolvasni: „Jacobj `a Tepenece”. A név nagy eséllyel a tepeneci Jakub Horcickyé, ismertebb latin nevén Jacobus Sinapiusé. Ő jól értett a gyógynövényekhez, és Rudolf király személyes orvosa és botanikus kertjeinek gondnoka volt. Voynich és még sokan őutána azt a következtetést vonták le ebből az „aláírásból”, hogy Jacobusé lehetett a kézirat Baresch előtt, és így Mnišovský történetének megerősítéseként kezelték. Mások szerint egyenesen maga Jacobus lehetett a szerző.
Azonban egy nemrég Jan Hurich által felfedezett dokumentum szerint az aláírás nem Jacobusé. Emiatt elképzelhető, hogy az előlapon kibetűzött írást később írta oda egy tulajdonos vagy könyvtáros, és az csak az ő feltételezése volt a szerzőre nézve (a Kircher rendelkezésére álló jezsuita történelemkönyvekben a jezsuita taníttatású Jacobus az egyetlen alkimista vagy doktor Rudolf király udvarából, aki kiérdemelt egy egész oldalas bejegyzést, míg például Tycho Brahéről alig tesznek említést). Ezenkívül a Voynich által használt vegyi anyagok annyira elgyengítették a velumot, hogy ma már alig látható nyoma az aláírásnak, ami miatt felmerült a gyanú, hogy a beírást Voynich maga eszközölte, hogy megerősítse a Roger Bacon-elméletet.

### Jan Marci
Jan Marci akkor találkozott Kircherrel, amikor egy küldöttséget vezetett a Károly Egyetemről Rómába 1638-ban. Az elkövetkező 27 évben a két tudós több levelet váltott különböző tudományos kérdésekben. Marci utazása azon harcnak volt a része, amelyben az egyetem világi szárnya próbálta megőrizni függetlenségét a jezsuitáktól, akiknek birtokában volt a rivális prágai Klementinum. A tiltakozások ellenére a két egyetemet összevonták, és 1654-ben jezsuita irányítás alá helyezték. Emiatt az is feltételezhető, hogy a jezsuiták elleni politikai ellenérzés vezette Marcit Baresch leveleinek, majd később a Voynich-kéziratnak a megírására, így reflektorfénybe állítva és lóvá téve az ő Kircherüket.
Marci személyisége és tudása megfelelő volt erre a feladatra, és Kircher könnyű célponttá vált. Baresch levele mutat némi hasonlóságot a hoaxokkal, amit Andreas Müller egyszer ki is próbált Kircherrel: Müller készített egy megfejthetetlen kéziratot, elküldte Kirchernek azzal a megjegyzéssel, hogy Egyiptomból származik, és megkérte Kirchert, hogy fordítsa le – mire Kircher állítólag visszaküldte a „fordítást”.
Érdemes megjegyezni, hogy az egyedüli bizonyíték Georg Baresch létezésére a három, Kirchernek küldött levél: egy Baresch (1639), és kettő Marci által (kb. egy évvel később). Az is különös, hogy a levelezés Marci és Kircher között 1665-ben megszakadt, pontosan a Voynich-kézirat kísérőlevelével. Azonban Marci állítólagos neheztelése a jezsuitákra sem több találgatásnál: hithű katolikus volt, maga is jezsuitának tanult és nem sokkal a halála előtt, 1667-ben tiszteletbeli tagságot kapott a rendben.

### Raphael Mnišovský

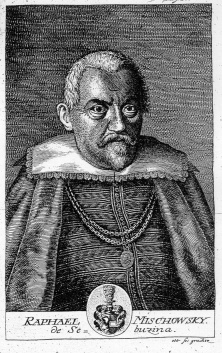
Raphael Mnišovský

Raphael Mnišovský, Marci barátja – akitől feltehetően Bacon története származott – maga is kriptográfus volt. 1618 körül feltalált egy titkosítást, amelyet feltörhetetlennek tartott. Ez vezetett ahhoz a későbbi teóriához, hogy ő készítette a Voynich-kéziratot titkosírásának gyakorlati demonstrálása céljából – így téve Barescht annak tudtán kívül kísérleti alanyává. Miután Kircher kiadta kopt szótárát, Mnišovský a teória szerint azt gondolhatta, hogy őt zavarba ejteni nagyobb eredmény, mint Barescht, így meggyőzte az alkimistát, hogy kérje a jezsuita segítségét. Talán ő találhatta ki a Roger Bacon-történetet is Baresch motiválására. A Voynich-kézirat kísérőlevelében található lemondás a műről jelentheti azt, hogy Marci már átverést feltételezett – de erre a teóriára sincs perdöntő bizonyíték.

### Anthony Askham
Dr. Leonell Strong rákkutató és amatőr kriptográfus megpróbálta megfejteni a Voynich-kéziratot. Szerinte a megoldás kulcsa egy „többszörös ábécé és számtani sorozatának sajátságos kettős rendszere”. Strong feltételezte, hogy a Voynich-kézirat által kódolt szöveget a 16. századi angol író, Anthony Askham (más írásmóddal Ascham) írta, akinek egyik műve az 1550-ben megjelent Egy kis füvészkönyv. Bár a Voynich-kézirat tartalmaz füvészkönyvre jellemző részeket, a feltételezés ellen szóló egyik érv az, hogy nem tudható, hogyan rendelkezhetett volna Askham ilyen nyelvészeti és kódolási tudással. A másik ellenérv a könyv kormeghatározása.

### Antonio Averlino
Nick Pelling angol programozó könyvében kifejtett elmélete a Voynich-kéziratot az itáliai reneszánsz építésznek, Antonio Averlinónak (más néven Filaretének, 1400 k. – 1469 k.) tulajdonítja. Pelling szerint Averlino megpróbált Konstantinápolyba utazni 1465 körül, és több munkáját a Voynich-kéziratban kódolva akarta ki Európából, és átadni a törököknek – a kódolással a velencei vámosokat próbálva kicselezni. Az elméletet az ismert körülmények, évszámok részben alátámasztják. Pelling vizsgálja a szöveg jellemzőit és feltételezéseket közöl a titkosítás módjáról, de nem állítja, hogy megfejtette volna a tartalmát. Ha a feltételezései igazak, a kéziratot összetett eljárásokkal kódolták, így többek között értelmetlen kódrészletek nehezítik a kódtörők munkáját.

### Cornelius Drebbel
Az amerikai Renaissance Magazine közölt egy elméletet H. R. Santa-Colomától, ami a Voynich-kéziratban szereplő ábrák és a korai mikroszkópok képe közötti hasonlóságokból próbál következtetni a szerzőre. Cornelius Drebbel egyike volt a mikroszkópia úttörőinek, és az elmélet szerzője párhuzamba állítja az ő művészi stílusát a Voynich-kézirat képeivel. Ezenkívül Drebbel főalkimista volt II. Rudolf király udvarában 1609-től, amikor a kézirat már bizonyítottan az uralkodó birtokában volt. Az elmélet szerint a kézirat – amely az 1611-es puccs után (melynek során mind őt, mind Rudolfot bebörtönözték) Prágában maradt – az ő jegyzeteit tartalmazza.

### A „több szerző” elmélet
Prescott Currier, az USA haditengerészetének (US Navy) egyik kódfejtője, aki az 1970-es években kutatta a kéziratot, felfigyelt arra, hogy a gyógynövényekkel foglalkozó rész lapjai két csoportra (A és B) bonthatók, amelyek eltérő statisztikai tulajdonságokkal és írásképpel rendelkeznek. Ebből arra következtetett, hogy a Voynich-kézirat két vagy több szerző műve, akik különböző dialektust vagy kiejtési szabályokat használtak, de egyszerre dolgoztak a szövegen. A legújabb kutatások viszont cáfolják ezt a feltevést. Egy kézírásszakértő, aki megvizsgálta a könyvet, csak egy kéz nyomát látta az egész műben. Ezenkívül, ha az összes részt egyszerre vizsgáljuk, egy sokkal finomabb átmenet bontakozik ki, amelynek a két végén a gyógynövényekkel foglalkozó A és B rész áll. Prescott felfedezése annak lehet az eredménye, hogy a gyógynövényes rész két, eltérő időpontban került papírra.

## Feltételezett tartalom
A kéziratról alkotott első benyomás alapján valamiféle gyógyszerkönyvről vagy a középkorban ismert gyógymódokat tartalmazó gyűjteményről lehet szó. A különös ábrák jelenléte a legkülönösebb feltételezéseknek adott alapot a könyv származását, tartalmát és a szerző kutatásainak célját illetően. Válogatás az egyes fejezetek feltételezett tartalmából:

### Herbárium

#### Növények
A könyv első fejezete láthatóan a növények birodalmának van szentelve, számos ábrával. Ez a rész körülbelül a kötet felét teszi ki. A kor más növényhatározóiban végzett kutatások ellenére is csak néhány faj ismerhető fel, legkönnyebben a viola és a páfrány. A herbárium képei megfelelnek a gyógyszerészetnél levő skiccek finomabb másolatainak, leszámítva, hogy az ott hiányzó részek valószerűtlen formában jelennek meg itt, ráadásul a növények nagy része keveréknek tűnik: egy faj gyökere egy másik szárával és leveleivel, majd egy harmadik növény virágaival kiegészítve.

#### Napraforgók
Brumbaugh úgy gondolta, hogy pár rajz az Amerikából származó napraforgót (Heilanthus annuus) ábrázolja, és így a kézirat keletkezésének időpontját pontosabban meghatározhatjuk. Valójában a hasonlóság köztük elég csekély, főleg ha számba vesszük a vad fajtákat is. Ezek után elég merész dolog lenne állításokba bocsátkozni azt illetően, hogy valóban napraforgóról van szó és nem csak egy hasonló fajról a népes Asteraceae családból (pl.: articsóka, margaréta vagy gyermekláncfű, melyek a világon bárhol megtalálhatóak), mivel a képek méretaránya ismeretlen.

### Asztrológia
A korabeli asztrológiai megfigyelések fontos szerepet játszottak a növények begyűjtésének időpontjában, az érvágásnál és az egyéb – a feltételezett keletkezési időpontban széles körben ismert – orvosi beavatkozásoknál (lásd például Nicholas Culpeper könyvei), azonban eddig nem akadt még senki, aki értelmezni tudta volna a csillagjegyek egyértelmű jelentésén és a bolygókat ábrázoló rajzokon kívül a többi képet a hagyományos asztrológiában (európai és Európán kívüli) eddig megjelent ábrázolásmódok alapján.

### Alkímia

#### Összehasonlítás az alkimista könyvekkel
A biológia rész kádjai és csövei az alkímiával való kapcsolatot sejtetik, ami hasznos lehet a továbbiakban, ha a könyv gyógyszerek előállításának leírását tartalmazza. Miközben a kor más alkímiai tárgyú könyvei ugyanazon a képi nyelven osztoznak, melyben az anyagoknak és műveleteknek meghatározott kép felel meg (sas, varangy, sírban fekvő ember, ágyban lévő pár stb.) vagy hagyományos írott szimbólumok (kereszt egy körben stb.), ezalatt a Voynich-kéziratban egy sem jelenik meg beazonosíthatóan ezek közül.

#### Alkimista herbárium
Sergio Toressella, a régi növényhatározók kitűnő ismerője szerint a Voynich-kéziratnak nem sok köze lehet az alkímiához, inkább tűnik egy alkimista herbáriumnak, egy sarlatán saját kútfőből „felfedezett" növényeivel, melyek ügyfelei meggyőzésére, megtévesztésére szolgálhattak. A Voynich-kézirat feltételezett keletkezésekor létezett Észak-Itáliában egy kis családi vállalkozás, amelyben hasonló műveket készítettek, azonban az összes általuk készített könyv eléggé eltér a kézirattól stílusában és formájában egyaránt, valamint abban, hogy mindet ismert nyelven írták.

### Asztronómia

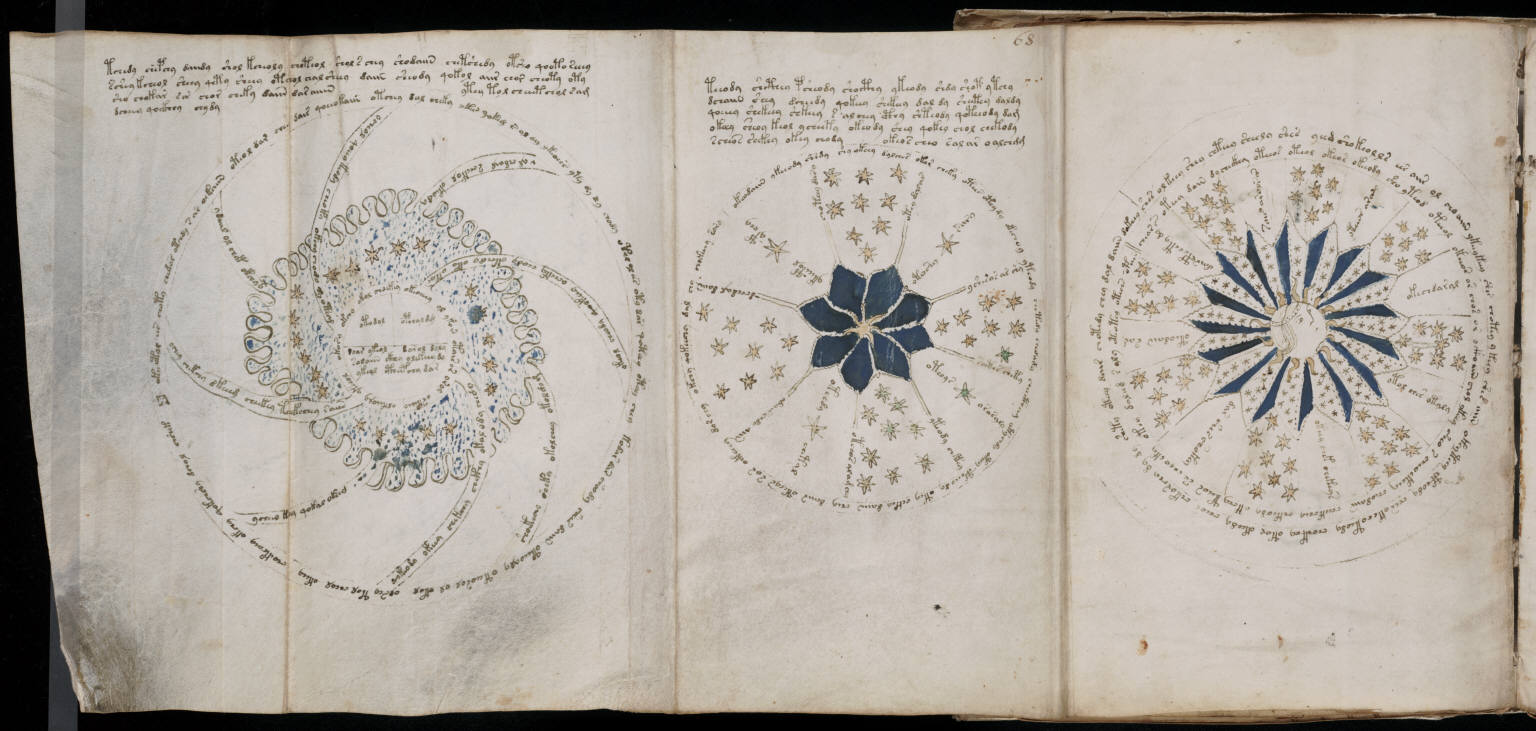
68r fólió: Ez a három lap tartalmaz asztronómiai jellegű rajzokat

Az asztronómia rész egyik kör alakú rajza, mely egy szabálytalan alakzatból és annak hajlított nyúlványaiból áll, egyeseket egy galaxis képére emlékeztet – amelyek azonban csak távcsővel vagy más műszerekkel érzékelhetők –, míg más rajzok olyanok, mintha sejteket szemlélnénk mikroszkópon keresztül. Ehhez azonban azt is feltételeznünk kéne, hogy a mű egy sokkal későbbi korból származik, amit azonban más feltételezések nem tesznek lehetővé. Tehát erre a hasonlóságra fenntartásokkal kell tekintenünk, annál is inkább, mert ha figyelmesen megnézzük, inkább tűnik a „galaxis” akár egy víztócsának.

## A nyelvet illető feltételezések
Számos feltételezés látott napvilágot a Voynich-kézirat nyelvét illetően.

### Helyettesítő rejtjel

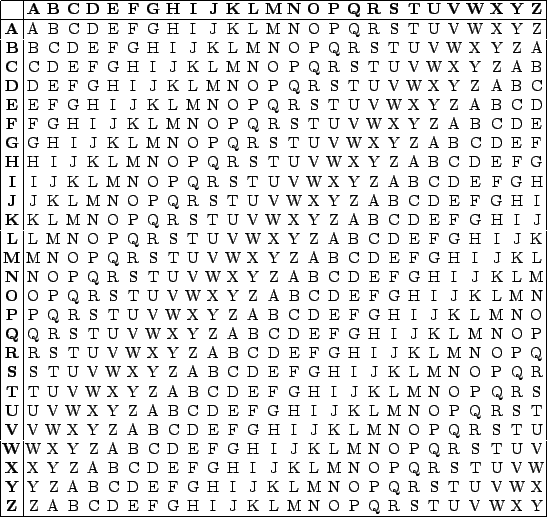
A Vigenère-rejtjelhez használatos táblázat

Ezen feltételezés szerint a Voynich-kézirat valamely európai nyelven íródott, azonban rejtjelezést használva megpróbálták a tartalmát elrejteni egy olyan algoritmussal, amely minden egyes betűt egy adott jelre cserél ki.
Ez a feltételezés szolgált alapul a 20. században indított, a kézirat megfejtését célzó kísérletek többségének, köztük a National Security Agency által az 50-es években William F. Friedman kriptológus vezetésével lefolytatottnak is.
Az egyszerű behelyettesítéses módszerek a könnyű törhetőségük miatt kizárhatóak. A további erőfeszítések így a polialfabetikus rejtjelezések felé irányultak, melyet Alberti talált ki. Az ezen rejtjelezések családjába tartozó Vigenère-kód használatával elég erős rejtjelezés érhető el például nulla vagy azonos karakterek használatával, betűátrendezéssel, nem az eredetinek megfelelő szavakra tördeléssel stb.
Próbálkoztak arra a feltételezésre alapozva is elméleteket alkotni, hogy rejtjelezés előtt törölték a magánhangzókat, azonban az így visszafejtett szövegek annyira függtek az elmélettől magától és annak sejtéseitől, hogy bármely szabadon választott karaktersorozatot értelmes szöveggé tudtak dekódolni.
Nyomós érv a helyettesítő rejtjel alkalmazásának feltételezésekor, hogy egy különös ábécé használata egy európai szerző által nem magyarázható mással, mint az információ elrejtésére szolgáló kísérlettel. Roger Bacon ténylegesen ismert rejtjelezési módszereket, és a feltételezett keletkezési dátum a kriptográfia mint önálló tudomány megszületésével egybeesik. Viszont egy polialfabetikus rejtjelezésnek a vizsgált szöveg karakterisztikus jellemzőit, mint a Zipf-törvényt, el kell rontania. Ráadásul, amellett, hogy a polialfabetikus rejtjelezést 1467 körül találták ki, igazán elterjedtté csak a 16. században vált.

### Kódkönyves rejtjel
A feltételezés szerint a Voynich-kézirat „szavai” kódok lehetnek, amik jelentését egy kódkönyv tartalmazta. A fő érv a teória mellett az, hogy a szavak belső struktúrája és a hossz-eloszlásuk hasonlít a római számokéra – amik használata kódként abban az időben egyértelmű választás lehetett. Az ellenérv viszont az, hogy kódkönyves titkosítást csak rövid üzeneteknél használnak, mivel nehéz őket írni és olvasni.

### Vizuális rejtjel
James Finn indítványozta „Pandora's Hope” (2004) című regényében, hogy a Voynich-kézirat esetleg héber szöveg lehet vizuálisan rejtjelezve. Mihelyst helyesen, betűt nem tévesztve írjuk át a Voynich-kéziratot az EVA-t alapul véve, sok szó olvasható héber szóként, melyek eltorzítva ismétlődnek a továbbiakban az olvasó megtévesztésére. Például a kézirat „AIN” szava megfelel héberül a szem szónak, amely a későbbiekben megjelenik még „AIIN” vagy „AIIIN”-ként is, azt a benyomást keltve, mintha más szavakról lenne szó. Az ilyen rejtjelek a vizuális rejtjelek. Ezt a gondolatot támasztja alá az is, hogy eddig nem jutottak előrébb a probléma megoldásában matematikai módszereket használva. A legfőbb ellenérv a vizuális rejtjellel szemben azonban az, hogy irdatlan terhet ró még a kulcs ismeretében is a megfejtőre a nem egyértelmű olvasatok miatt, melyekre jócskán befolyással lehet maga az olvasó személye is.

### Mikrográfia
A könyv 1912-es felfedezését követő első megfejtési kísérleteket a Pennsylvaniai Egyetemen dolgozó William Newbold végezte, 1921-ben. Az ő feltevése szerint maga a látható szöveg értelmetlen, maguknak a karaktereknek a megjelenése hordozza az információt – apró vonások, különbségek, amik csak nagyítással válnak láthatóvá. Ezek az ógörög gyorsíráshoz hasonló jelek a szövegnek egy másik „szintjét” adják, amiben megtalálható a tényleges tartalom. Newbold állította, hogy bekezdéseket fordított le igazolva Bacon szerzőségét és azt, hogy 400 évvel Leeuwenhoek előtt mikroszkópot használt. Ellenben a Chicagói Egyetemen dolgozó John Manly súlyos hibákat talált az elméletében. Minden gyorsírás karakternek több olvasata van, valamint nem lehet megállapítani egyenként róluk, hogy mit jelentenek önmagukban. Ezenkívül Newbold módszere túl bonyolult volt, a hagyományos héber mikrográfia sem használt olyan összetett jeleket, mint amiket a módszer feltételezett. Ráadásul Newbold a betűket is átrendezte, amíg értelmes latin szöveget nem kapott. Kiderült az is, hogy a betűk mikroszkopikus vonásai nem a szerzőnek, hanem a pergamennek köszönhető, mivel elkerülhetetlen volt, hogy megfolyjon a tinta az anyag repedésein. E tényezők miatt gyakorlatilag akármit ki lehet olvasni a szövegből, így a mikrográfiai elméletet mára senki sem támogatja.

### Szteganográfia
Az elmélet szerint a Voynich-kézirat szövege nagyrészt értelmetlen, de tartalmaz információkat a szövegben elrejtve jelentéktelennek tűnő részletekben – például minden szó második betűje vagy a sorok száma egyes oldalakon. Ez a technika, a szteganográfia nagyon régi, először Johannes Trithemius használta 1499-ben. Egyesek szerint a szöveget Cardano-ráccsal lehetne megfejteni. A feltevést nehéz bizonyítani vagy cáfolni, mivel a szteganográfiai kódolást nehéz feltörni. Egyetlen érv ellene, hogy a titkosírásszerű szöveg a szteganográfia ellen vall: a módszer célja az lenne, hogy magának a titkos üzenetnek a létezésére ne lehessen rájönni.
Más feltételezések szerint az értelmes szöveg egyes tollvonások hosszában és alakjában van elrejtve. A kézirat keletkezésének korából fennmaradtak szteganográfiával titkosított szövegek, melyekben az információt a betűalak (dőlt vagy normál) hordozta. Azonban nagy nagyítás alatt a kézirat tollvonásai természetesnek látszanak, a vellum anyagának egyenetlenségei befolyásolják csak.

### Egzotikus természetes nyelv
Jacques Guy nyelvész egyszer azt sugallta, hogy a szöveg nyílt, és egy egzotikus természetes nyelven írták. Nem rejtjelezték, csak egy újonnan feltalált ábécével készítették. A szavak szerkezete hasonlít a Kelet- és Közép-Ázsiában beszélt nyelvek szavaihoz, főként a sino-tibeti nyelvek (kínai, tibeti, burmai), az ausztro-ázsiai nyelvek (vietnámi, khmer), és lehet, hogy a tai (thai, lao és társai) nyelvek szavaihoz. Ezek közül sok nyelvben a szavak egyszótagúak, és a szótagoknak gazdag a belső struktúrája, ideértve a tónusokat.
Az elmélet történelmileg is lehetséges. Bár ezeknek a nyelveknek van saját írásuk, ez túl nehéznek bizonyult a nyugati látogatók számára, akik fonetikus írásokat találtak ki, amikben többnyire latin betűket használtak, de néha teljesen új ábécét vezettek be. Habár az ismert példák a Voynich-kézirat után keletkeztek, a történelem sok felfedezőre és misszionáriusra emlékezik, akik elkészíthették a kéziratot akár Marco Polo tizenharmadik századi útja előtt is, de valószínűbb, hogy Vasco da Gama 1499-es keleti útja után. A szerző lehetett Európában élő kelet-ázsiai, vagy egy európai misszió neveltje.
A fő érv az, hogy konzisztens a kézirat statisztikai tulajdonságaival, beleértve a kettőzött és a hármas szavakat, amik a kínai és a vietnámi szövegekben ugyanolyan gyakran fordulnak elő, mint a Voynich-kéziratban. Megmagyarázza a nyugati nyelvekre jellemző kopulák és névelők hiányát, és az illusztrációk általános kiismerhetetlenségét. Egy másik lehetséges utalás az első lap két nagy vörös szimbóluma, amik megfordított és rosszul lemásolt kínai könyvcímre emlékeztetnek. Az év 360 fokra osztása tizenötös csoportokban, és a halakkal való kezdés a kínai mezőgazdasági naptárak jellemzői. A fő ellenérv az, hogy nem találtak ázsiai szimbólumokat vagy ázsiai tudományra utaló jeleket a rajzokon még a pekingi Tudományos Akadémia tudósai sem.
2003-ban Zbigniew Banasik (Lengyelország), akinek elmélete szerint a szöveg nyílt és mandzsu nyelven írták, megadta az első oldal általa javasolt nem teljes fordítását.
Jim Child, az indo-európai nyelvek kutatója szerint a kézirat egy korai germán nyelven íródott. Lapjában írt erről a lehetőségről. A korai nyelvek között felmerült az óír és cornwalli, sőt, az ukrán és a cseh is, mint a kézirat lehetséges nyelve.

### Glosszolália?
Kennedy és Churchill könyvükben felvetették azt a lehetőséget, hogy a kézirat glosszolália, art brut terméke, vagy természetfölötti lények üzenetét foglalja magában. A glosszolália nyelveken szólást jelent, amikor a médium önkívületi állapotban idegen (akár létező, akár feltételezett, vagy kitalált) nyelven beszél, olyanon, amin egyébként nem tud.
Ha ez igaz, akkor a szerző késztetve érezte magát arra, hogy hosszabb szövegeket írjon ezen a módon, ami belső monológra emlékeztet, akár hallotta a hangokat, akár belső késztetésből. Míg a glosszolália gyakran új nyelvként jelenik meg (ami rendszerint a szerző által rendszeresen használt nyelvek töredékeiből áll össze), az ilyesfajta új írások ritkán fordulnak elő. Kennedy és Churchill Hildegard von Bingen műveihez hasonlította a kéziratot, mégpedig azokhoz a képeihez, amiket migrénes rohamok közben rajzolt. Ugyanúgy megvannak mindkettőben a csillagsorok, és a nimfák repetitív természete a biológiai fejezetben.
Ezt az elméletet nem lehet igazolni vagy cáfolni a megfejtésre tett kísérletekkel; Kennedy és Churchill nincs meggyőződve arról, hogy a feltevés igaz, de lehetségesnek tartja. Az elmélet nem magyarázza meg a kézirat struktúráját, és a gondosan részletezett asztrológiai és botanikai fejezeteket.

### Mesterséges nyelv
A kézirat szavainak szerkezetét tanulmányozva William F. Friedman és John Tiltman arra a következtetésre jutott, hogy a szöveg nyílt, és egy a priori mesterséges nyelven írták. Ezekben a nyelvekben a szókincs kategóriák mentén szerveződik, a szavak alakja jelentésükből kikövetkeztethető. Például a ro mesterséges nyelvben bofo- jelzi a színek kategóriáját, és minden így kezdődő szó színt jelöl: a bofoc szó jelentése vörös, piros; a bofofé sárga. Ez a könyvtári osztályozási rendszerekre emlékeztet.
Ez az ötlet nagyon régi: egy korai ismert példa John Wilkins filozofikus nyelve 1668-ból, de ez még mindig a Voynich-kézirat keletkezése utánra datálódik. Az ismert példákban a kategóriákat szuffixumok hozzáadásával osztják részekre; ennek következtében egy adott témájú szövegben sok hasonló szó fordul elő, például a növénynevek mindegyike ugyanazzal a betűvel kezdődik, hasonlóan a betegségek, és így tovább. Ez magyarázhatja a szöveg ismétlődő természetét. Eddig azonban nem sikerült meghatározni egy prefixum vagy egy szuffixum jelentését sem.
Leo Levitov könyvében poliglott nyelvként jellemezte a szöveg nyelvét. Leírása szerint három betű alkot egy szótagot, amelyekből középholland, ófrancia és ófelnémet szavak keveréke jön létre.
Levitov szerint az endura rítusa nem volt más, mint rituális öngyilkosság azoknak a katharoknak a számára, akik a közeli halálban hittek. A növénykimérák a hit szimbólumai, az égen nem látható csillagképek az Ízisz köpenyén levő csillagokat reprezentálják. A vezetékrendszerrel összekötött kádakban fürdő nők magát az öngyilkos rituálét ábrázolják: az erek felvágását, és a vér meleg fürdőbe folyatását.
Ez az elmélet, bármennyire izgalmas is, több ponton is megkérdőjelezhető. Először is, a katar hit keresztény gnoszticizmusként van számon tartva, és nincs semmi kapcsolata Ízisszel. Másodszor, az elmélet a könyv keletkezését a tizenkettedik vagy a tizenharmadik századra teszi, ami sokkal korábbi a legtöbb szakértő által elfogadottnál. Harmadszor, az endura rítusa nem az erek felvágását jelentette, hanem az éhhalált.
Levitov nem állt elő bizonyítékokkal az elméletet illetően.

### Csalás
A kézirat szövegének bizarrsága, a megkettőzött és a hármas szavak, a képek gyanús tartalma (növénykimérák) és a történelmi utalások hiánya azt az ötletet támogatja, hogy itt valójában csalásról van szó, a szöveg teljesen értelmetlen. Ha eddig senki sem tudott értelmeset sem kihámozni belőle, akkor az lehet, hogy azért van, mert nem jelent semmit.
Másrészt a szöveg túlságosan kidolgozott és bonyolult ahhoz, hogy hamisítvány legyen. A korszakból fennmaradt hamisítványokat általában nem dolgozták ki ilyen részletesen. A Voynich-kéziratnak sok olyan finom jellemzője van, ami csak részletes elemzéssel deríthető ki. Ezek sokkal több munkát igényeltek, mint amennyit egy egyszerű zagyva szöveg összedobása, és ezek közül több is csak modern eszközökkel deríthető fel; ilyen például Zipf törvénye. Felmerül a kérdés, hogy a szerző miért tett bele ennyi finom részletet, ha az olvasók úgysem vennék azt észre.
Mindazonáltal többször is felmerült a hamisítvány elmélete.
2003-ban Gordon Rugg megmutatta, hogy hasonló jellemzőkkel bíró szöveg generálható szógyököket, prefixumokat és szuffixumokat tartalmazó táblázattal, amiket egy rács mozgatásával választanak ki.  A rácsos rejtjelezési módszert 1550 körül találták fel, ami a valószínű keletkezési idő utánra esik. Mások fenntartják, hogy a rácsos módszerrel való hasonlóság felszínes, és az így készített szövegek bármely nyelvű szöveggel mutatnak egy bizonyos fokú hasonlóságot.
2007 áprilisában az ausztrál Andreas Schinner tanulmányában, amit a Cryptologiában publikált a csalás hipotézisét támogatta. Megmutatta, hogy a szöveg jobban hasonlít a Rugg által felvetett kvázisztochasztikus módszerrel készült szöveghez, mint a latin és a középkori görög írásokhoz. Ez az összehasonlítás azonban csak akkor állja meg a helyét, ha európai nyelvekről van szó, és a szöveg nyílt, vagy egyszerű helyettesítéssel rejtjelezték. Az eddigi vizsgálatok szerint azonban vagy egy bonyolultabb rejtjelről, vagy egy nem európai nyelvről van szó.
2007 vége felé Claude Martin azt állította, hogy a kézirat szövegének nincs semmi értelme, mert számjegyek permutálásával készült. A 345678 sorozat például 643875-té alakulhatott át. Míg ez a módszer alkalmas arra, hogy a Voynich-kézirathoz hasonló szöveget alkossanak, addig nehéz megmagyarázni, hogy miért is használtak volna egy ilyen bonyolult és időigényes módszert egy teljesen értelmetlen szöveg készítésére. Egy jó közelítés erre, hogy a reneszánsz korában az egzotikus kéziratok státuszszimbólumnak számítottak, nagy áron keltek el. Minél ritkább és érthetetlenebb volt, annál drágább, következésképp a Voynich-kézirat a 15. században egy vagyont érhetett.
Martin saját szavaival:
„…Az a rejtjelezési módszer, amit épp most elemeztünk, nem felel meg a középkorban alkalmazott rejtjelezési módszereknek, Trithème, Vigenère, Cardan vagy Roger Bacon korának.”
Martin nem részletezte, hogyan jutott erre a következtetésre.

## Kutatása
René Zandbergen és Gabriel Landini létrehozta az úgynevezett Voynich ábécét (angolul: European Voynich Alphabet, rövidítve EVA) a Voynich-kézirat írásjegyeinek a latin ábécére való átírásához, megkönnyítendő a modern vizsgálatait, mint például a számítógépes elemzését.

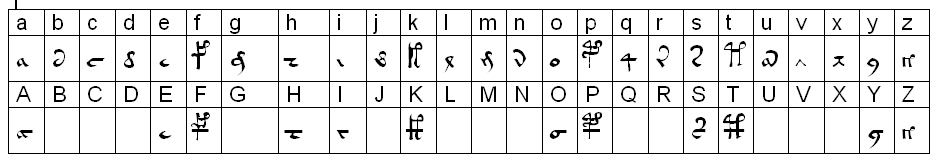
A Voynich-kézirat betűinek a Zandbergen és Landini általi latin betűs megfeleltetése. A nagybetűk a szimbólumok variációit jelölik.

## A kutatás helyzete
A hatszáz éves rejtély továbbra is sokakat foglalkoztat. Újságok, hírportálok cikkeztek erről a népszerű témáról, sőt van, akit annyira foglalkoztat, hogy külön blogot szentelt neki. Az újabb és újabb problémák és zsákutcák a tudományos igényű kutatók számára is kihívást jelentenek – erről Robert Firth a következőt írja:
Ismételgetjük a történelmet. Minden eddigi kutató közösség felállított átírási sémát, vitázott azon, hogy mi tekinthető egy betűnek, előhozakodott szövegrészletekkel, megszámolta a betűket és a szavakat, kutatta John Dee történetét és így tovább. És attól félek, hogy a következő tizenöt vagy húsz évben, valakinek újra és újra végig kell járnia ezt az utat.

### A kutatás helyzete 2014 szeptemberében
Stephen Bax, az angliai, Bedfordshire Egyeteme (University of Bedfordshire) lutoni tagozat nyelvészeti professzora felfedezett egy gyengeséget a rejtélyben, ami számos betű, ill. szó megoldásához vezetett. Az angol nyelvtudós meg van győződve róla, hogy a dokumentum nem csalás és személyes honlapján (http://www.stephenbax.net) hozzászólásra ösztönzi nyelvtudós társait a megoldás kollektív alapon való továbbfejlesztésére. Interneten közölt beszámolója részletezi a kézirat megfejtésének problémáját és eredményeit a dokumentum illusztrációs anyagán szemléltetve.

### A kutatás helyzete 2016-ban
2016-ban a kanadai Alberta Egyetem két kutatója: Bradley Hauer és Grzegorz Kondrak publikálta vizsgálati eredményeit. A szerzők számítógépes analízissel vizsgálva a kéziratot úgy találták, hogy annak legvalószínűbb nyelve a héber, melyet alfagramma kódolással írt le ismeretlen szerzője. A szöveg első mondatát héberre átírva, az nem eredményezett értelmes mondatot, de bizonyos korrekciók után a feltételezett fordítása: [A nő] javaslatokat tett a papnak, a ház emberének és nekem és az embereknek.] A szöveg egészében számos héber szót azonosítottak a szerzők, akik a szöveg további értelmezését az adott nyelvben és történelmi korban jártas szakemberekre bízták.

### A kutatás helyzete 2017 szeptemberében
2017 szeptemberében Nicholas Gibbs történetkutató, a középkori orvosi iratok szakértője egy hosszú cikket tett közzé a londoni Times Literary Supplementben (TLS) arról, hogyan fejtette meg a titokzatos kéziratot. Ebben azt állította, hogy rájött, a mű egy női egészségügyi kézikönyv, amelynek furcsa nyelvezete valójában csak egy csomó latin rövidítés és ligatúra. „Bizonyítékként” a szöveg két sorát le is fordította. Szerinte a középkorban sok helyen elterjedt és ismert gyógymódról szólnak a rajzok, amelyeket más korabeli művekből másoltak, és aki kicsit is járatos az orvostudományban, annak ismerősek lehetnek az ilyen rövidítések pl.: „aq” = aqua („víz”), „dq” = decoque / decoctio („főzet”), „con” = confundo („elegy, keverék”), „ris” = radacis / radix („gyökér”), „s aiij” = seminis ana iij („3 szem mindegyikből”).
Sajnos a középkor más szakértői szerint ez az értelmezés már meglévő elméletek keveréke, illetve olyan dolgokat állít benne, amelyeket nem tud bizonyítani. A Medieval Academy of America igazgatója Lisa Fagin Davis szerint Gibbs állításának nagy része azon az elgondoláson alapul, hogy a Voynich-kéziratnak egyszer volt egy indexe, amely kulcsfontosságú lenne a rövidítésekhez. Sajnálatos módon erre nincs bizonyíték, leszámítva azt a tényt, hogy a könyvből hiányzik néhány oldal. Ezen túl a rövidítések nyelvtanilag nem állnak össze, latinul nincs semmi értelmük.

## Megjegyezések
1. ↑  Terence McKenna a keletkezés legkésőbbi időpontját 1586-ra tette.
2. ↑  A lapok pontos száma attól függ, hogy számoljuk a kihajtható lapokat. A szövegek számozása a középkor folyamán sokszor változott, lehet fóliószám, ívrétszám, lapszám, oldalszám és az oldalakra írt hasábok számozása is, sőt ezek kombinációja.
3. ↑  A velum a pergamen egy fajtája, nagyon fiatal állat bőréből készítik. Erwin Panofsky reneszánszszakértő, aki 1931-ben tanulmányozta a Voynich-kéziratot, úgy fogalmaz, hogy „egyfajta pergamen, de nem biztos, hogy szigorúan véve velum” a lapok anyaga.
4. ↑  Robert Firth ennek tulajdonítja, hogy a szövegben rendkívül kevés a javítás: ha nincs értelme a szövegnek, nem gond, ha elírta a szerző.
5. 1 2  A pergamen első, jobb minőségű oldala a rektó (rövidítve r, eredetileg a bőr szőrös oldala), a másik oldal a verzó (rövidítve v, eredetileg a bőr belső oldala). A pergamen kidolgozásától függően sokszor csak a rektó oldalra írtak, így éppúgy egyoldalas írófelület lett, mint a papirusz volt.
6. ↑  A kutatási anyagokban és megbeszéléseken ezt a számozást szokták hivatkozási alapként használni, mivel D’Imperio könyve révén ez honosodott meg. Lásd: D’Imperio, Mary E.. The Voynich Manuscript: An Elegant Enigma. Laguna Hills, California: Aegean Park Press (1978). ISBN 0-89412-038-7
7. ↑  Más írásmóddal Mnishovsky, illetve Missowsky.
8. ↑  Egy dukát 3,4909 grammos, 986 ezrelékes finomságú aranyérme volt, amely a Magyarországon mérvadó Ögussa Archiválva 2010. november 15-i dátummal a Wayback Machine-ben napi árfolyama szerint 2010. május 13-án 109,52 eurót, azaz a Magyar Nemzeti Bank napi árfolyamán[halott link] 29 894 forintot ért – figyelmen kívül hagyva a történeti és egyediségen alapuló befolyásoló tényezőket. A 600 dukát így 17 936 490 forintnak felelt meg. Így az egyes forrásokban esetlegesen felbukkanó, 308 millió dolláros érték nyilvánvaló tévedés.